# Parabezzia petiolata
Parabezzia petiolata är en tvåvingeart som beskrevs av Malloch 1915. Parabezzia petiolata ingår i släktet Parabezzia och familjen svidknott.
Artens utbredningsområde är Illinois. Inga underarter finns listade i Catalogue of Life.